# 希涅
希涅（法語：Chigné，法語發音：[ʃiɲe] ⓘ）是法国曼恩-卢瓦尔省的一个旧市镇，属于索米尔区。2016年12月15日，希涅和相邻的另外13个市镇合并为新市镇努瓦扬维拉日（Noyant-Villages）。

## 地理
希涅（47°35'2"N, 0°5'14"E）面积25.22 平方千米，位于法国卢瓦尔河地区大区曼恩-卢瓦尔省，该省份为法国西部内陆省份，大致对应安茹地区，北起顺时针与马耶讷省、萨尔特省、安德尔-卢瓦尔省、维埃纳省、德塞夫勒省、旺代省、大西洋卢瓦尔省和伊勒-维莱讷省接壤。
与希涅接壤的市镇（或旧市镇、城区）包括：萨维涅苏勒吕德、欧韦尔斯、布罗、沙洛讷苏勒吕德、代讷泽苏勒吕德、热讷泰伊、迪塞苏勒吕德。
希涅的时区为UTC+01:00、UTC+02:00（夏令时）。

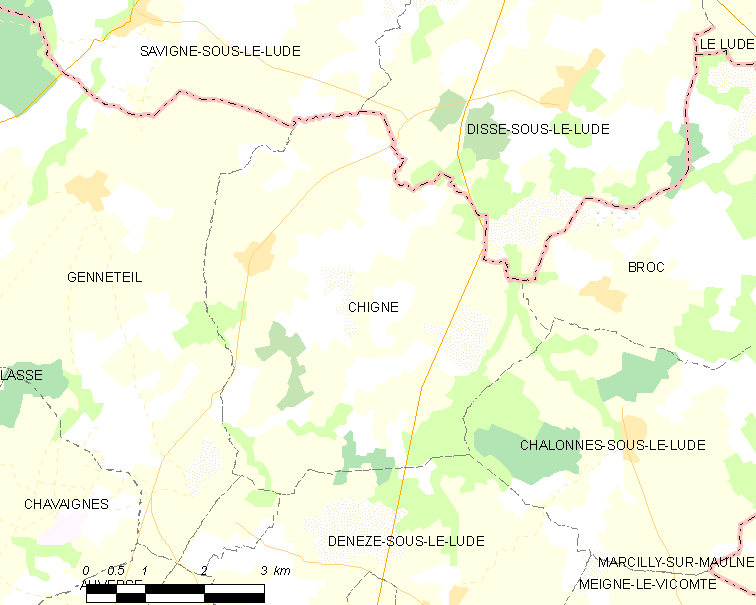
希涅的OSM定位图

## 行政
希涅的邮政编码为49490，INSEE市镇编码为49098。

## 政治
希涅所属的省级选区为安茹地区博福尔县。

## 人口

1962-2008年间希涅人口变化图示

希涅于2018年1月1日时的人口数量为308人。